# Allen S. Weiss
 (novembre 2022).
 (novembre 2022).
Si vous disposez d'ouvrages ou d'articles de référence ou si vous connaissez des sites web de qualité traitant du thème abordé ici, merci de compléter l'article en donnant les références utiles à sa vérifiabilité et en les liant à la section « Notes et références ».
Allen S. Weiss est écrivain, théoricien, photographe et metteur en scène de marionnettes de nationalité américaine, né en 1953 dans le Bronx (New York) aux États-Unis, d'origine juive et catholique polonaise du côté de sa mère et juive hongroise du côté de son père. Ses parents, ayant survécu à la Shoah, ont émigré aux États-Unis. Allen S. Weiss vit et écrit à New York, Paris, Nice et Kyoto.

## Éducation
Allen S. Weiss, qui a suivi les cours de Michel Foucault et de Roland Barthes au Collège de France en 1978-1979 en tant que boursier de Fulbright, a reçu un doctorat en philosophie (sur l’esthétique phénoménologique) de la State University of New York at Stony Brook (1980), et un deuxième doctorat ès études du cinéma (sur le cinéma d’avant-garde et la psychanalyse) de la New York University (1989).

## Œuvres
Il a écrit et dirigé une quarantaine de livres et d’ouvrages collectifs sur l’art sonore, le théâtre d’avant-garde, la radio expérimentale, le paysagisme, et la gastronomie.
Ses photographies illustrent deux livres de Chantal Thomas, East Village Blues (Éditions du Seuil, Prix Le Vaudeville, 2019) et De sable et de neige (Mercure de France, 2021).
En tant que dramaturge, il a notamment signé la mise en scène d’une pièce pour marionnette électronique et voix enregistrée à partir des écrits de Valère Novarina, Theater of the Ears / Théâtre des oreilles, ainsi qu’une Danse macabre, théâtre de marionnettes pour les Poupées de Michel Nedjar. Il a aussi tourné, avec Tom Rasky, un film documentaire, Poupées des ténèbres : L’art de Michel Nedjar (2016). 
Il enseigne dans les départements de Performance Studies (arts du spectacle) et Cinema Studies de la Tisch School of the Arts à la New York University.